# Protapanteles longistigma
Protapanteles longistigma är en stekelart som först beskrevs av Chen och Song 2004.  Protapanteles longistigma ingår i släktet Protapanteles och familjen bracksteklar. Inga underarter finns listade i Catalogue of Life.